# جدول‌های موسیقی رومانی

لوگوی ۱۰۰ ترانهٔ برتر رومانی، که رتبه‌بندی اصلی موسیقی در کشور رومانی تا سال ۲۰۱۲ بود.

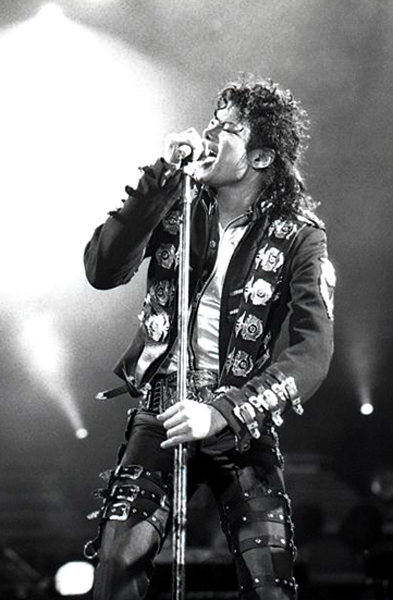
"تو تنها نیستی" اثر مایکل جکسون (عکس از سال ۱۹۸۸) نخستین تک‌آهنگ برتر در رومانی بود که به صدر جدولِ «۱۰۰ ترانهٔ برتر رومانی» در سال ۱۹۹۵ رسید.

جداول موسیقی رومانی (انگلیسی: Romanian record charts) به جداول مختلف موسیقی گفته می‌شود که از دههٔ ۱۹۹۰ میلادی برای رتبه‌بندی آهنگ‌ها و ترانه‌ها در کشور رومانی به‌کار می‌رود.
تا سال ۲۰۱۲ میلادی، جدول «۱۰۰ ترانهٔ برتر رومانی» در سرتاسر کشور به‌کار می‌رفت که از سال ۱۹۹۵ آغاز به کار کرده بود و رتبه‌بندی را از ایستگاه‌های رادیویی محلی دریافت می‌نمود. این جدول به‌صورت هفتگی اعلام می‌شد.
از فوریهٔ ۲۰۱۲ جدول «ایرپلی ۱۰۰» جایگزین جدول قبلی شد که همچون قبلی توسط رادیو «کیس اف‌ام» اعلام می‌شود و تعداد ایرپلی ترانه‌ها را در شبکه‌های رادیویی و تلویزیونی گردآوری و منتشر می‌کند.